# Danh sách cầu thủ tham dự giải vô địch bóng đá U-16 châu Âu 1999
Dưới đây là danh sách các đội hình tham gia Giải vô địch bóng đá U-16 châu Âu 1999 ở Cộng hòa Séc.

## Bảng A

### Phần Lan
Huấn luyện viên:

### Israel
Huấn luyện viên:

### Bồ Đào Nha
Huấn luyện viên:

### Thụy Sĩ
Huấn luyện viên:

## Bảng B

### Anh
Huấn luyện viên:  Dick Bate

| Số | VT | Cầu thủ           | Ngày sinh (tuổi)            | Trận | Bàn | Câu lạc bộ          |
| -- | -- | ----------------- | --------------------------- | ---- | --- | ------------------- |
| 1  | TM | Rhys Evans        | 27 tháng 1, 1982 (17 tuổi)  |      |     | Chelsea             |
| 2  | HV | Frazer Richardson | 19 tháng 10, 1982 (16 tuổi) |      |     | Leeds United        |
| 3  | HV | Neil Jenkins      | 6 tháng 1, 1982 (17 tuổi)   |      |     | Wimbledon           |
| 4  | HV | Matthew Davies    | 2 tháng 1, 1982 (17 tuổi)   |      |     | Southampton         |
| 5  | HV | Peter Clarke      | 3 tháng 1, 1982 (17 tuổi)   |      |     | Everton             |
| 6  | HV | Stuart Parnaby    | 19 tháng 7, 1982 (16 tuổi)  |      |     | Middlesbrough       |
| 7  | TV | Chris O'Brien     | 13 tháng 1, 1982 (17 tuổi)  |      |     | Liverpool           |
| 8  | TV | Jamie McMaster    | 19 tháng 1, 1982 (17 tuổi)  |      |     | Leeds United        |
| 9  | TĐ | Rory Fallon       | 20 tháng 3, 1982 (17 tuổi)  |      |     | Barnsley            |
| 10 | TĐ | Leon Knight       | 16 tháng 9, 1982 (16 tuổi)  |      |     | Chelsea             |
| 11 | TĐ | Jimmy Davis       | 6 tháng 2, 1982 (17 tuổi)   |      |     | Manchester United   |
| 12 | TV | Matt Hamshaw      | 1 tháng 1, 1982 (17 tuổi)   |      |     | Sheffield Wednesday |
| 13 | TM | Russell Howarth   | 27 tháng 3, 1982 (17 tuổi)  |      |     | York City           |
| 14 | TV | Marek Szmid       | 2 tháng 3, 1982 (17 tuổi)   |      |     | Manchester United   |
| 15 | TĐ | Craig Farrell     | 5 tháng 12, 1982 (16 tuổi)  |      |     | Leeds United        |
| 16 | TV | Jon Bewers        | 10 tháng 9, 1982 (16 tuổi)  |      |     | Aston Villa         |
| 17 | TV | Leon Britton      | 19 tháng 6, 1982 (16 tuổi)  |      |     | Arsenal             |
| 18 | TĐ | Jay Bothroyd      | 7 tháng 5, 1982 (16 tuổi)   |      |     | Arsenal             |

### Hungary
Huấn luyện viên:  Mihály Ubrankovics

| Số | VT | Cầu thủ           | Ngày sinh (tuổi)            | Trận | Bàn | Câu lạc bộ        |
| -- | -- | ----------------- | --------------------------- | ---- | --- | ----------------- |
| 1  | TM | Levente Szántai   | 15 tháng 11, 1982 (16 tuổi) |      |     | Újpest FC         |
| 2  | TV | Krisztián Nánási  | 21 tháng 6, 1982 (16 tuổi)  |      |     | Kispest Honvéd FC |
| 3  | HV | Zsolt Vass        | 30 tháng 1, 1982 (17 tuổi)  |      |     | Vasas SC          |
| 4  | HV | Boldizsár Bodor   | 27 tháng 4, 1982 (16 tuổi)  |      |     | Pécsi MFC         |
| 5  | HV | Gábor Oszlánszki  | 2 tháng 1, 1982 (17 tuổi)   |      |     | Kispest Honvéd FC |
| 6  | TV | Norbert Hajdú     | 1 tháng 10, 1982 (16 tuổi)  |      |     | Vác FC            |
| 7  | TV | Levente Horváth   | 13 tháng 4, 1982 (17 tuổi)  |      |     | MTK Budapest FC   |
| 8  | TV | Krisztián Szokoli | 8 tháng 2, 1982 (17 tuổi)   |      |     | Vasas SC          |
| 9  | TĐ | Ákos Buzsáky      | 7 tháng 5, 1982 (16 tuổi)   |      |     | MTK Budapest FC   |
| 10 | TV | Péter Czvitkovics | 10 tháng 2, 1983 (16 tuổi)  |      |     | MTK Budapest FC   |
| 11 | TĐ | Kristóf Bánka     | 8 tháng 1, 1982 (17 tuổi)   |      |     | MTK Budapest FC   |
| 12 | TM | János Balogh      | 29 tháng 11, 1982 (16 tuổi) |      |     | Debreceni VSC     |
| 13 | HV | Csaba Regedei     | 16 tháng 1, 1983 (16 tuổi)  |      |     | Győri ETO FC      |
| 14 | HV | Attila Blaogh     | 7 tháng 3, 1982 (17 tuổi)   |      |     | MTK Budapest FC   |
| 15 | TV | Milán Disztl      | 27 tháng 6, 1982 (16 tuổi)  |      |     | Videoton FC       |
| 16 | HV | Roland Juhász     | 1 tháng 7, 1983 (15 tuổi)   |      |     | MTK Budapest FC   |
| 17 | TV | Szabolcs Kanta    | 29 tháng 1, 1982 (17 tuổi)  |      |     | MTK Budapest FC   |
| 18 | TĐ | Zsolt Szabó       | 8 tháng 1, 1982 (17 tuổi)   |      |     | MTK Budapest FC   |

### Slovakia
Huấn luyện viên:  Anton Valovič

| Số | VT | Cầu thủ             | Ngày sinh (tuổi)            | Trận | Bàn | Câu lạc bộ               |
| -- | -- | ------------------- | --------------------------- | ---- | --- | ------------------------ |
| 1  | TM | Péter Molnár        | 15 tháng 5, 1982 (16 tuổi)  |      |     | FK Slovan Levice         |
| 2  | HV | Gabriel Pavlulík    | 5 tháng 1, 1982 (17 tuổi)   |      |     | MFK Košice               |
| 3  | HV | Vladimír Pončák     | 19 tháng 6, 1982 (16 tuổi)  |      |     | Tatran Prešov            |
| 4  | HV | Karol Kovalík       | 31 tháng 1, 1982 (17 tuổi)  |      |     | Tatran Prešov            |
| 5  | HV | František Kaprálik  | 16 tháng 3, 1982 (17 tuổi)  |      |     | MFK Ružomberok           |
| 6  | TV | Braníslav Ambrózy   | 9 tháng 1, 1982 (17 tuổi)   |      |     | Tatran Prešov            |
| 7  | TV | Stanislav Angelovič | 26 tháng 3, 1982 (17 tuổi)  |      |     | Tatran Prešov            |
| 8  | TV | Igor Drzík          | 10 tháng 4, 1982 (17 tuổi)  |      |     | MFK Dubnica              |
| 9  | TĐ | Marek Helcz         | 27 tháng 10, 1982 (16 tuổi) |      |     | FK Baník Prievidza       |
| 10 | TĐ | Branislav Jašurek   | 21 tháng 3, 1982 (17 tuổi)  |      |     | MŠK Žilina               |
| 11 | TĐ | Ladislav Vencel     | 17 tháng 7, 1982 (16 tuổi)  |      |     | FC Nitra                 |
| 12 | TV | Rudolf Novák        | 11 tháng 1, 1982 (17 tuổi)  |      |     | MŠK Žilina               |
| 13 | TV | Peter Mazúch        | 2 tháng 10, 1982 (16 tuổi)  |      |     | FK Dukla Banská Bystrica |
| 14 | HV | Richard Szabo       | 24 tháng 9, 1983 (15 tuổi)  |      |     | ŠK Slovan Bratislava     |
| 15 | TV | Tomáš Sloboda       | 15 tháng 5, 1982 (16 tuổi)  |      |     | ŠK Slovan Bratislava     |
| 16 | TĐ | Tomáš Šimček        | 11 tháng 4, 1982 (17 tuổi)  |      |     | MŠK Žilina               |
| 17 | HV | Peter Rybár         | 25 tháng 8, 1982 (16 tuổi)  |      |     | MFK Košice               |
| 22 | TM | Ján Mucha           | 5 tháng 12, 1982 (16 tuổi)  |      |     | FK Inter Bratislava      |

### Thụy Điển
Huấn luyện viên:  Hans Lindbom

| Số | VT | Cầu thủ            | Ngày sinh (tuổi)           | Trận | Bàn | Câu lạc bộ         |
| -- | -- | ------------------ | -------------------------- | ---- | --- | ------------------ |
| 1  | TM | John Alvbåge       | 10 tháng 8, 1982 (16 tuổi) |      |     | Torslanda IK       |
| 2  | HV | John Claesson      | 19 tháng 3, 1982 (17 tuổi) |      |     | Halmstads BK       |
| 3  | HV | John Erlandsson    | 2 tháng 5, 1982 (16 tuổi)  |      |     | Motala AIF         |
| 4  | HV | Richard Henriksson | 5 tháng 10, 1982 (16 tuổi) |      |     | Djurgårdens IF     |
| 5  | HV | Per Nilsson        | 15 tháng 9, 1982 (16 tuổi) |      |     | GIF Sundsvall      |
| 6  | HV | Saleh Saadoo       | 10 tháng 8, 1982 (16 tuổi) |      |     | IK Sirius          |
| 7  | HV | Gabriel Ucar       | 12 tháng 3, 1982 (17 tuổi) |      |     | Landskrona BoIS    |
| 8  | TV | Stefan Ishizaki    | 15 tháng 5, 1982 (16 tuổi) |      |     | AIK                |
| 9  | TV | Kim Källström      | 24 tháng 8, 1982 (16 tuổi) |      |     | BK Häcken          |
| 10 | TV | Dime Kuzev         | 7 tháng 1, 1982 (17 tuổi)  |      |     | Örgryte IS         |
| 11 | TV | Daniel Nilsson     | 21 tháng 9, 1982 (16 tuổi) |      |     | Helsingborgs IF    |
| 12 | TM | Charlie Fält       | 4 tháng 6, 1982 (16 tuổi)  |      |     | Halmstads BK       |
| 13 | TV | Jens Sloth         | 9 tháng 9, 1982 (16 tuổi)  |      |     | Trelleborgs FF     |
| 14 | TĐ | Bojan Djordjic     | 6 tháng 2, 1982 (17 tuổi)  |      |     | IF Brommapojkarna  |
| 15 | TĐ | David Eek          | 24 tháng 8, 1982 (16 tuổi) |      |     | IFK Hässleholm     |
| 16 | TĐ | Jon Lundblad       | 16 tháng 2, 1982 (17 tuổi) |      |     | Örebro SK          |
| 17 | TĐ | John Pelu          | 2 tháng 2, 1982 (17 tuổi)  |      |     | Helsingborgs IF    |
| 18 | TĐ | Andreas Skogdalen  | 19 tháng 4, 1982 (17 tuổi) |      |     | Västra Frölunda IF |

## Bảng C

### Croatia
Huấn luyện viên: Martin Novoselac

| Số | VT | Cầu thủ             | Ngày sinh (tuổi)            | Trận | Bàn | Câu lạc bộ |
| -- | -- | ------------------- | --------------------------- | ---- | --- | ---------- |
| 1  | TM | Marko Šarlija       | 31 tháng 1, 1982 (17 tuổi)  |      |     |            |
| 2  | TĐ | Siniša Linić        | 23 tháng 8, 1982 (16 tuổi)  |      |     |            |
| 3  | HV | Zlatko Blaškić      | 27 tháng 4, 1982 (16 tuổi)  |      |     |            |
| 4  | TV | Darijo Srna         | 1 tháng 5, 1982 (16 tuổi)   |      |     |            |
| 5  | HV | Miodrag Gak         | 8 tháng 9, 1982 (16 tuổi)   |      |     |            |
| 6  | TV | Mario Carević       | 29 tháng 3, 1982 (17 tuổi)  |      |     |            |
| 7  | HV | Igor Čagalj         | 8 tháng 10, 1982 (16 tuổi)  |      |     |            |
| 8  | TĐ | Marko Gavranović    | 11 tháng 10, 1982 (16 tuổi) |      |     |            |
| 9  | TĐ | Dario Zahora (c)    | 21 tháng 3, 1982 (17 tuổi)  |      |     |            |
| 10 | HV | Tomislav Mikulić    | 4 tháng 1, 1982 (17 tuổi)   |      |     |            |
| 11 | TV | Vladimir Lalić      | 5 tháng 2, 1982 (17 tuổi)   |      |     |            |
| 12 | TM | Sead Delkić         | 26 tháng 9, 1983 (15 tuổi)  |      |     |            |
| 13 | HV | Vladimir Maljković  | 14 tháng 8, 1982 (16 tuổi)  |      |     |            |
| 14 | TĐ | Damir Klinčić       | 12 tháng 3, 1982 (17 tuổi)  |      |     |            |
| 15 | TĐ | Dino Kresinger      | 20 tháng 3, 1982 (17 tuổi)  |      |     |            |
| 16 | TV | Ninoslav Parmaković | 24 tháng 11, 1982 (16 tuổi) |      |     |            |
| 17 | TĐ | Igor Koretić        | 22 tháng 1, 1982 (17 tuổi)  |      |     |            |
| 18 | TV | Alen Maras          | 27 tháng 2, 1982 (17 tuổi)  |      |     |            |

### Ba Lan
Huấn luyện viên: Michał Globisz

| Số | VT | Cầu thủ              | Ngày sinh (tuổi)            | Trận | Bàn | Câu lạc bộ             |
| -- | -- | -------------------- | --------------------------- | ---- | --- | ---------------------- |
| 1  | TM | Paweł Kapsa          | 24 tháng 7, 1982 (16 tuổi)  |      |     | KSZO Ostrowiec         |
| 2  | HV | Marcin Rogalski      | 15 tháng 7, 1982 (16 tuổi)  |      |     | Zawisza Bydgoszcz      |
| 3  | HV | Adrian Napierała     | 16 tháng 2, 1982 (17 tuổi)  |      |     | MSP Szamotuły          |
| 4  | HV | Tomasz Wisio         | 24 tháng 7, 1982 (16 tuổi)  |      |     | Zagłębie Lubin         |
| 5  | HV | Łukasz Nawotczyński  | 30 tháng 3, 1982 (17 tuổi)  |      |     | Lechia Gdańsk          |
| 6  | TV | Wojciech Łobodziński | 20 tháng 10, 1982 (16 tuổi) |      |     | Zawisza Bydgoszcz      |
| 7  | TV | Dariusz Zawadzki     | 18 tháng 6, 1982 (16 tuổi)  |      |     | Wisła Kraków           |
| 8  | TV | Rafał Grzelak        | 24 tháng 6, 1982 (16 tuổi)  |      |     | ŁKS Łódź               |
| 9  | TV | Łukasz Madej         | 14 tháng 4, 1982 (17 tuổi)  |      |     | ŁKS Łódź               |
| 10 | TV | Paweł Hajduczek      | 17 tháng 5, 1982 (16 tuổi)  |      |     | MOSiR Jastrzębie Zdrój |
| 11 | TĐ | Michał Janicki       | 29 tháng 7, 1982 (16 tuổi)  |      |     | Wawel Kraków           |
| 12 | TM | Sebastian Malicki    | 21 tháng 1, 1982 (17 tuổi)  |      |     | KS Piaseczno           |
| 13 | TĐ | Radosław Matusiak    | 1 tháng 1, 1982 (17 tuổi)   |      |     | ŁKS Łódź               |
| 14 | TV | Sebastian Mila       | 10 tháng 7, 1982 (16 tuổi)  |      |     | Lechia Gdańsk          |
| 15 | HV | Paweł Strąk          | 24 tháng 3, 1983 (16 tuổi)  |      |     | Wisła Kraków           |
| 16 | TV | Robert Sierant       | 8 tháng 7, 1982 (16 tuổi)   |      |     | ŁKS Łódź               |
| 17 | TĐ | Łukasz Mierzejewski  | 31 tháng 8, 1982 (16 tuổi)  |      |     | Lechia Gdańsk          |
| 18 | HV | Krzysztof Łągiewka   | 23 tháng 1, 1983 (16 tuổi)  |      |     | Olimpia Zambrów        |

### Nga
Huấn luyện viên: Aleksandr Grebnev

| Số | VT | Cầu thủ            | Ngày sinh (tuổi)            | Trận | Bàn | Câu lạc bộ             |
| -- | -- | ------------------ | --------------------------- | ---- | --- | ---------------------- |
| 1  | TM | Sergei Kotov       | 17 tháng 3, 1982 (17 tuổi)  |      |     | Spartak Moscow         |
| 2  | HV | Fyodor Usov        | 30 tháng 3, 1982 (17 tuổi)  |      |     | Zenit Saint Petersburg |
| 3  | HV | Vasili Berezutski  | 20 tháng 6, 1982 (16 tuổi)  |      |     | Torpedo-ZIL            |
| 4  | TV | Andrei Ryabykh     | 16 tháng 5, 1982 (16 tuổi)  |      |     | Olimpia Volgograd      |
| 5  | HV | Ivan Sablya        | 15 tháng 11, 1982 (16 tuổi) |      |     | Dynamo Stavropol       |
| 6  | HV | Vasili Chernov     | 26 tháng 5, 1982 (16 tuổi)  |      |     | Olimpia Volgograd      |
| 7  | HV | Aleksei Berezutski | 20 tháng 6, 1982 (16 tuổi)  |      |     | Torpedo-ZIL            |
| 8  | TĐ | Aleksei Zhdanov    | 28 tháng 3, 1982 (17 tuổi)  |      |     | Olimpia Volgograd      |
| 9  | TV | Dmitri Kudryashov  | 13 tháng 5, 1983 (15 tuổi)  |      |     | Saint-Étienne          |
| 10 | TV | Valerian Bestayev  | 5 tháng 3, 1982 (17 tuổi)   |      |     | Avtodor Vladikavkaz    |
| 11 | TV | Amzor Ailarov      | 29 tháng 1, 1982 (17 tuổi)  |      |     | Avtodor Vladikavkaz    |
| 12 | TM | Denis Vavilin      | 4 tháng 7, 1982 (16 tuổi)   |      |     | Krylia Sovetov Samara  |
| 13 | TV | Alan Zaseyev       | 16 tháng 3, 1982 (17 tuổi)  |      |     | Avtodor Vladikavkaz    |
| 14 | HV | Eduard Gabeyev     | 25 tháng 4, 1982 (16 tuổi)  |      |     | Avtodor Vladikavkaz    |
| 15 | TĐ | Ivan Danshin       | 20 tháng 4, 1982 (17 tuổi)  |      |     | CSKA Moscow            |
| 16 | TĐ | Gadzhi Bamatov     | 16 tháng 2, 1982 (17 tuổi)  |      |     | Anzhi Makhachkala      |

### Tây Ban Nha
Huấn luyện viên: Juan Santisteban

| Số | VT | Cầu thủ           | Ngày sinh (tuổi)           | Trận | Bàn | Câu lạc bộ      |
| -- | -- | ----------------- | -------------------------- | ---- | --- | --------------- |
| 1  | TM | Pepe Reina        | 31 tháng 8, 1982 (16 tuổi) |      |     | Barcelona       |
| 2  | HV | Juan Carlos Duque | 26 tháng 1, 1982 (17 tuổi) |      |     | Real Madrid     |
| 3  | HV | Enrique Corrales  | 1 tháng 3, 1982 (17 tuổi)  |      |     | Real Madrid     |
| 4  | TV | Mikel Arteta      | 26 tháng 3, 1982 (17 tuổi) |      |     | Barcelona       |
| 5  | HV | Mario             | 2 tháng 2, 1982 (17 tuổi)  |      |     | Atlético Madrid |
| 6  | HV | Rubén González    | 19 tháng 1, 1982 (17 tuổi) |      |     | Real Madrid     |
| 7  | TĐ | Nano              | 20 tháng 4, 1982 (17 tuổi) |      |     | Barcelona       |
| 8  | TV | Líbero Parri      | 18 tháng 1, 1982 (17 tuổi) |      |     | Valencia        |
| 9  | TV | Elías Molina      | 16 tháng 2, 1983 (16 tuổi) |      |     | Atlético Madrid |
| 10 | TĐ | Ernesto           | 5 tháng 3, 1982 (17 tuổi)  |      |     | Real Madrid     |
| 11 | TV | Albert Crusat     | 13 tháng 5, 1982 (16 tuổi) |      |     | Espanyol        |
| 12 | HV | Diego Alegre      | 22 tháng 3, 1982 (17 tuổi) |      |     | Valencia        |
| 13 | TM | David Relaño      | 22 tháng 4, 1982 (17 tuổi) |      |     | Real Betis      |
| 14 | TĐ | Jonathan Aspas    | 28 tháng 2, 1982 (17 tuổi) |      |     | Celta Vigo      |
| 15 | TĐ | Aitor             | 20 tháng 4, 1982 (17 tuổi) |      |     | Barcelona       |
| 16 | TĐ | Jorge Perona      | 1 tháng 4, 1982 (17 tuổi)  |      |     | Valencia        |
| 17 | TV | Jon Sancet        | 11 tháng 1, 1982 (17 tuổi) |      |     | Osasuna         |
| 18 | HV | Berna             | 12 tháng 2, 1982 (17 tuổi) |      |     | Real Madrid     |

## Bảng D

### Cộng hòa Séc
Huấn luyện viên:  Štěpán Oldřich

| Số | VT | Cầu thủ         | Ngày sinh (tuổi)            | Trận | Bàn | Câu lạc bộ                 |
| -- | -- | --------------- | --------------------------- | ---- | --- | -------------------------- |
| 1  | TM | Petr Čech       | 20 tháng 5, 1982 (16 tuổi)  |      |     | Škoda Plzeň                |
| 2  | HV | Aleš Hujík      | 23 tháng 3, 1982 (17 tuổi)  |      |     | Baník Ostrava              |
| 3  | HV | Pavel Besta     | 2 tháng 9, 1982 (16 tuổi)   |      |     | Baník Ostrava              |
| 4  | HV | Michal Šimeček  | 27 tháng 7, 1982 (16 tuổi)  |      |     | SK Dynamo České Budějovice |
| 5  | HV | David Bystroň   | 18 tháng 11, 1982 (16 tuổi) |      |     | Baník Ostrava              |
| 6  | TV | Petr Čoupek     | 10 tháng 5, 1982 (16 tuổi)  |      |     | FC Brno                    |
| 7  | TĐ | Aleš Majer      | 27 tháng 5, 1982 (16 tuổi)  |      |     | Sparta Prague              |
| 8  | TV | Jaroslav Plašil | 5 tháng 1, 1982 (17 tuổi)   |      |     | FC Hradec Králové          |
| 9  | TV | Marek Ctiburek  | 18 tháng 2, 1982 (17 tuổi)  |      |     | FC Vítkovice               |
| 10 | TĐ | Ondřej Holeček  | 16 tháng 3, 1982 (17 tuổi)  |      |     | FC Slovan Liberec          |
| 11 | TV | Filip Trojan    | 21 tháng 2, 1983 (16 tuổi)  |      |     | SK Slavia Prague           |
| 12 | TV | Ondřej Švejdík  | 3 tháng 12, 1982 (16 tuổi)  |      |     | Kaučuk Opava               |
| 13 | HV | Dušan Lizák     | 18 tháng 3, 1982 (17 tuổi)  |      |     | SK Benešov                 |
| 14 | TĐ | Martin Vyskočil | 15 tháng 9, 1982 (16 tuổi)  |      |     | SK Sigma Olomouc           |
| 15 | HV | Marek Liolias   | 9 tháng 11, 1982 (16 tuổi)  |      |     | Baník Ostrava              |
| 16 | TM | Jan Laštůvka    | 7 tháng 7, 1982 (16 tuổi)   |      |     | MFK Karviná                |
| 17 | TĐ | Tomáš Jun       | 17 tháng 1, 1983 (16 tuổi)  |      |     | Sparta Prague              |
| 18 | TV | Josef Laštovka  | 20 tháng 2, 1982 (17 tuổi)  |      |     | SK Benešov                 |

### Đan Mạch
Huấn luyện viên:  Hans Brun Larsen

| Số | VT | Cầu thủ                | Ngày sinh (tuổi)            | Trận | Bàn | Câu lạc bộ       |
| -- | -- | ---------------------- | --------------------------- | ---- | --- | ---------------- |
| 1  | TM | Lasse Sørensen         | 6 tháng 3, 1982 (17 tuổi)   |      |     | Boldklubben Frem |
| 2  | HV | Martin Jensen          | 11 tháng 5, 1983 (15 tuổi)  |      |     | Boldklubben Frem |
| 3  | TM | Jeppe Eriksen          | 4 tháng 3, 1983 (16 tuổi)   |      |     | Odense BK        |
| 4  | HV | Christian Traoré       | 18 tháng 4, 1982 (17 tuổi)  |      |     | F.C. Copenhagen  |
| 5  | TV | Brian Friis            | 21 tháng 2, 1982 (17 tuổi)  |      |     | AGF Aarhus       |
| 6  | HV | Casper Kruse           | 12 tháng 2, 1982 (17 tuổi)  |      |     | Odense BK        |
| 7  | TV | Volkan Ceran           | 22 tháng 1, 1982 (17 tuổi)  |      |     | AGF Aarhus       |
| 8  | TV | Claus Pedersen         | 18 tháng 2, 1982 (17 tuổi)  |      |     | Odense BK        |
| 9  | TĐ | Jonas Schmidt          | 16 tháng 6, 1982 (16 tuổi)  |      |     | Odense BK        |
| 10 | TĐ | Jacob Bymar            | 19 tháng 3, 1982 (17 tuổi)  |      |     | Esbjerg fB       |
| 11 | TĐ | Tom Christensen        | 31 tháng 1, 1982 (17 tuổi)  |      |     | AGF Aarhus       |
| 12 | HV | Mike Andresen          | 26 tháng 8, 1982 (16 tuổi)  |      |     | AGF Aarhus       |
| 13 | HV | Kasper Kure Vidkjær    | 20 tháng 7, 1982 (16 tuổi)  |      |     | AGF Aarhus       |
| 14 | TV | Sebastian Svärd        | 15 tháng 1, 1983 (16 tuổi)  |      |     | F.C. Copenhagen  |
| 15 | TV | Hans Yoo Mathiesen     | 18 tháng 8, 1983 (15 tuổi)  |      |     | Brøndby IF       |
| 16 | TM | Kasper Jensen          | 7 tháng 10, 1982 (16 tuổi)  |      |     | Aab              |
| 17 | TĐ | Brian Bække            | 5 tháng 6, 1982 (16 tuổi)   |      |     | Brøndby IF       |
| 18 | TĐ | Simon Azoulay Pedersen | 14 tháng 12, 1982 (16 tuổi) |      |     | B.93             |

### Đức
Manager: Erich Rutemöller

| Số | VT | Cầu thủ             | Ngày sinh (tuổi)           | Trận | Bàn | Câu lạc bộ              |
| -- | -- | ------------------- | -------------------------- | ---- | --- | ----------------------- |
| 1  | TM | Jan Schlösser       | 27 tháng 9, 1982 (16 tuổi) |      |     | Bayern Munich II        |
| 2  | HV | Andreas Hinkel      | 26 tháng 3, 1982 (17 tuổi) |      |     | VfB Stuttgart II        |
| 3  | TV | Torsten Reuter      | 15 tháng 9, 1982 (16 tuổi) |      |     | 1. FC Kaiserslautern II |
| 4  | HV | Florian Thorwart    | 20 tháng 4, 1982 (17 tuổi) |      |     | Borussia Dortmund II    |
| 5  | TV | Marco Löring        | 21 tháng 2, 1982 (17 tuổi) |      |     | Borussia Dortmund II    |
| 6  | TV | Markus Feulner      | 12 tháng 2, 1982 (17 tuổi) |      |     | Bayern Munich II        |
| 7  | TV | Florian Kringe      | 18 tháng 8, 1982 (16 tuổi) |      |     | Borussia Dortmund II    |
| 8  | TV | Thomas Hitzlsperger | 5 tháng 4, 1982 (17 tuổi)  |      |     | Bayern Munich II        |
| 9  | TĐ | Florian Heller      | 10 tháng 3, 1982 (17 tuổi) |      |     | Bayern Munich II        |
| 10 | TV | Daniel Jungwirth    | 15 tháng 1, 1982 (17 tuổi) |      |     | Bayern Munich II        |
| 11 | HV | Markus Wersching    | 2 tháng 1, 1982 (17 tuổi)  |      |     | Borussia Dortmund II    |
| 12 | TM | Dennis Eilhoff      | 31 tháng 7, 1982 (16 tuổi) |      |     | Arminia Bielefeld II    |
| 13 | TV | Thorsten Redlich    | 13 tháng 8, 1982 (16 tuổi) |      |     | Energie Cottbus II      |
| 14 | TV | Stefan Beckert      | 3 tháng 5, 1982 (16 tuổi)  |      |     | Werder Bremen II        |
| 15 | TV | Andreas Görlitz     | 8 tháng 3, 1982 (17 tuổi)  |      |     | 1. FC Nürnberg II       |
| 16 | TV | Thomas Wörle        | 11 tháng 2, 1982 (17 tuổi) |      |     | FC Augsburg II          |
| 17 | TĐ | Andreas Haas        | 20 tháng 4, 1982 (17 tuổi) |      |     | 1. FC Saarbrücken II    |
| 18 | TĐ | Jürgen Schmid       | 11 tháng 2, 1982 (17 tuổi) |      |     | Bayern Munich II        |

### Hy Lạp
Huấn luyện viên:  Thomas Sentelidis

| Số | VT | Cầu thủ                  | Ngày sinh (tuổi)            | Trận | Bàn | Câu lạc bộ                |
| -- | -- | ------------------------ | --------------------------- | ---- | --- | ------------------------- |
| 1  | TM | Eleftherios Petkaris     | 5 tháng 3, 1982 (17 tuổi)   |      |     | Napoli                    |
| 2  | HV | Ilias Pastos             | 1 tháng 5, 1982 (16 tuổi)   |      |     | Aetos Skydra F.C.         |
| 3  | HV | Anestis Anastasiadis     | 21 tháng 1, 1983 (16 tuổi)  |      |     | Iraklis FC                |
| 4  | TV | Charalambos Siligardakis | 17 tháng 3, 1982 (17 tuổi)  |      |     | Papagos FC                |
| 5  | HV | Fotis Kiskampanis        | 8 tháng 1, 1982 (17 tuổi)   |      |     | Kilkisiakos F.C.          |
| 6  | HV | Vasilis Alevizos         | 11 tháng 10, 1982 (16 tuổi) |      |     | Kalamata F.C.             |
| 7  | TV | Konstantinos Daskalakis  | 6 tháng 12, 1982 (16 tuổi)  |      |     | Kalamata F.C.             |
| 8  | TV | Tasos Dentsas            | 19 tháng 3, 1982 (17 tuổi)  |      |     | Panserraikos F.C.         |
| 9  | TĐ | Evaggelos Kapsalis       | 19 tháng 9, 1982 (16 tuổi)  |      |     | Meliteas F.C.             |
| 10 | TV | Dimitrios Kosmas         | 5 tháng 6, 1982 (16 tuổi)   |      |     | AEK Athens F.C.           |
| 11 | TĐ | Vasilis Andreadakis      | 5 tháng 8, 1982 (16 tuổi)   |      |     | Panathinaikos F.C.        |
| 12 | TĐ | Christos Kalantzis       | 1 tháng 12, 1982 (16 tuổi)  |      |     | Kalamata F.C.             |
| 13 | TĐ | Sokratis Chounouzidis    | 5 tháng 8, 1982 (16 tuổi)   |      |     | Krepeni F.C.              |
| 14 | HV | Ioannis Lamprianidis     | 12 tháng 2, 1982 (17 tuổi)  |      |     | Panelefsiniakos F.C.      |
| 15 | TM | Antonis Voulgaris        | 9 tháng 4, 1982 (17 tuổi)   |      |     | Anthoupoli F.C.           |
| 16 | HV | Michael Fotiadis         | 21 tháng 1, 1983 (16 tuổi)  |      |     | Elpides Karditsas         |
| 17 | HV | Dimitris Kontodimos      | 21 tháng 4, 1982 (17 tuổi)  |      |     | A.E Dimitra Efxeinoupolis |
| 18 | TV | Georgios Kousas          | 12 tháng 8, 1982 (16 tuổi)  |      |     | Aris F.C.                 |